# Płoskie (rejon kowelski)
Płoskie (ukr. Плоске) – wieś na Ukrainie w rejonie kowelskim, w obwodzie wołyńskim, położona nad rzeką Prypeć. W II Rzeczypospolitej miejscowość wchodziła w skład gminy wiejskiej Szack w powiecie lubomelskim województwa wołyńskiego. Do II wojny światowej w pobliżu miejscowości znajdowały się chutory: Jasionówka, Kopyść, Podhradne oraz Podhuta.
Do 2020 w rejonie szackim.